# Lamaco
Lamaco (in greco antico: Λάμαχος?, Lámachos; ... – Sicilia, 414 a.C.) è stato un militare ateniese durante la Guerra del Peloponneso.
Egli comandò a partire dal 435 a.C., e divenne una figura di spicco intorno al 420.
Aristofane ne fece una caricatura ne Gli Acarnesi.
Fu uno dei tre generali, assieme a Nicia e Alcibiade, posto al comando della spedizione in Sicilia; egli propose una strategia aggressiva contro Siracusa, che fu rifiutata in favore della strategia più cauta di Nicia.
Donald Kagan ha suggerito che la strategia di Lamaco avrebbe potuto portare Atene ad una rapida vittoria, invece che al disastro che ne conseguì. Lamaco morì in combattimento in Sicilia, dopo che lui ed un manipolo di suoi uomini si ritrovarono intrappolati sul lato errato di un fossato dove vennero sopraffatti.